# Emam Ashour
Emam Ashour Metwally Abdelghany (en árabe: إِمَام عَاشُور مُتَوَلِّيّ عَبْد الْغَنِيّ; Dacalia, 20 de febrero de 1998), conocido simplemente como Emam Ashour, es un futbolista egipcio que juega de centrocampista en el Al-Ahly de la Premier League de Egipto.

## Selección nacional
Es internacional con la selección de fútbol de Egipto.

## Clubes
| Club             | País      | Año       |
| ---------------- | --------- | --------- |
| Ghazl El-Mehalla | Egipto    | 2015-2019 |
| Haras El-Hodood  | Egipto    | 2018-2019 |
| Zamalek          | Egipto    | 2019-2023 |
| FC Midtjylland   | Dinamarca | 2023      |
| Al-Ahly          | Egipto    | 2023-act. |